# سبايس جيت
سبايس جت (بالإنجليزية: SpiceJet)‏ هي شركة طيران هندية منخفضة التكلفة مقرها في جورجاون، هاريانا. هي ثاني أكبر خطوط طيران في البلاد من حيث حصة الركاب المحلية، بحصة سوقية تبلغ 13.6٪ اعتبارًا من مارس 2019. تدير الشركة 630 رحلة يومية إلى 64 وجهة ، بما في ذلك 54 وجهة هندية و 15 وجهة دولية

## التاريخ
تعود أصول سبايس جت إلى فبراير 1993 عندما أطلقت مودي لوفت من قبل شركة الصناعة الهندية اس كي مودي، في شراكة فنية مع خطوط الطيران الألمانية لوفتهانزا. وأوقفت خطوط الطيران أعمالها في عام 1996.
جمع أجاي سينغ في عام 2004 تمويلاً وأعاد تشغيل أعمال سبايس جت بعد أن اتبعت نموذج التكلفة المنخفضة. واستأجرت سبايس جت 3 طائرات بوينغ 737-800. 
 

## الوجهات
اعتبارًا من نوفمبر 2019 تقوم سبايس جيت بتشغيل 630 رحلة يوميًا إلى 52 وجهة هندية و12 وجهة دولية. مركزها في دلهي وحيدر أباد. سمحت المديرية العامة للطيران المدني لسبايس جيت ببدء الرحلات الجوية الدولية في 7 سبتمبر 2010. وأقلعت أول رحلة دولية 7 أكتوبر 2010 من دلهي.

### اتفاقية الرمز المشترك
لدى سبايس جيت اتفاقية الرمز المشترك مع الشركات التالية:
- طيران الإمارات[11]
- طيران الخليج[12]

## الأسطول
اعتبارًا من نوفمبر 2022، تشغل سبايس جيت الطائرات التالية:
| الطائرة              | في الخدمة | مطلوبة | الركاب       | الركاب   | الركاب  | ملاحظات                        |
| الطائرة              | في الخدمة | مطلوبة | رجال الأعمال | السياحية | المجموع | ملاحظات                        |
| -------------------- | --------- | ------ | ------------ | -------- | ------- | ------------------------------ |
| بوينغ 737-700        | 3         | —      | —            | 144      | 144     |                                |
| بوينغ 737-700        | 3         | —      | —            | 149      | 149     |                                |
| بوينغ 737-800        | 17        | —      | —            | 186      | 186     | يتخلص منها تدريجيًا             |
| بوينغ 737-800        | 17        | —      | —            | 189      | 189     | يتخلص منها تدريجيًا             |
| بوينغ 737-900        | 2         | —      | —            | 212      | 212     |                                |
| بوينغ 737 ماكس       | 16        | 189    | —            | 189      | 189     | حلت محل بوينغ 737 الجيل القادم |
| بومباردييه داش 8-400 | 22        | —      | —            | 78       | 78      |                                |
| بومباردييه داش 8     | 10        | 15     | —            | 90       | 90      |                                |
| أسطول سبايس اكسبريس  |           |        |              |          |         |                                |
| بوينغ 737-700        | 3         | 17     | شحن          | شحن      | شحن     | أول شركة هندية تستخدمها        |
| بوينغ 737-700        | 3         | 17     | شحن          | شحن      | شحن     | أول شركة هندية تستخدمها        |
| بوينغ 737-800        | 2         | —      | شحن          | شحن      | شحن     |                                |
| بومباردييه داش 8     | 3         | —      | شحن          | شحن      | شحن     |                                |
| المجموع              | 78        | 224    |              |          |         |                                |

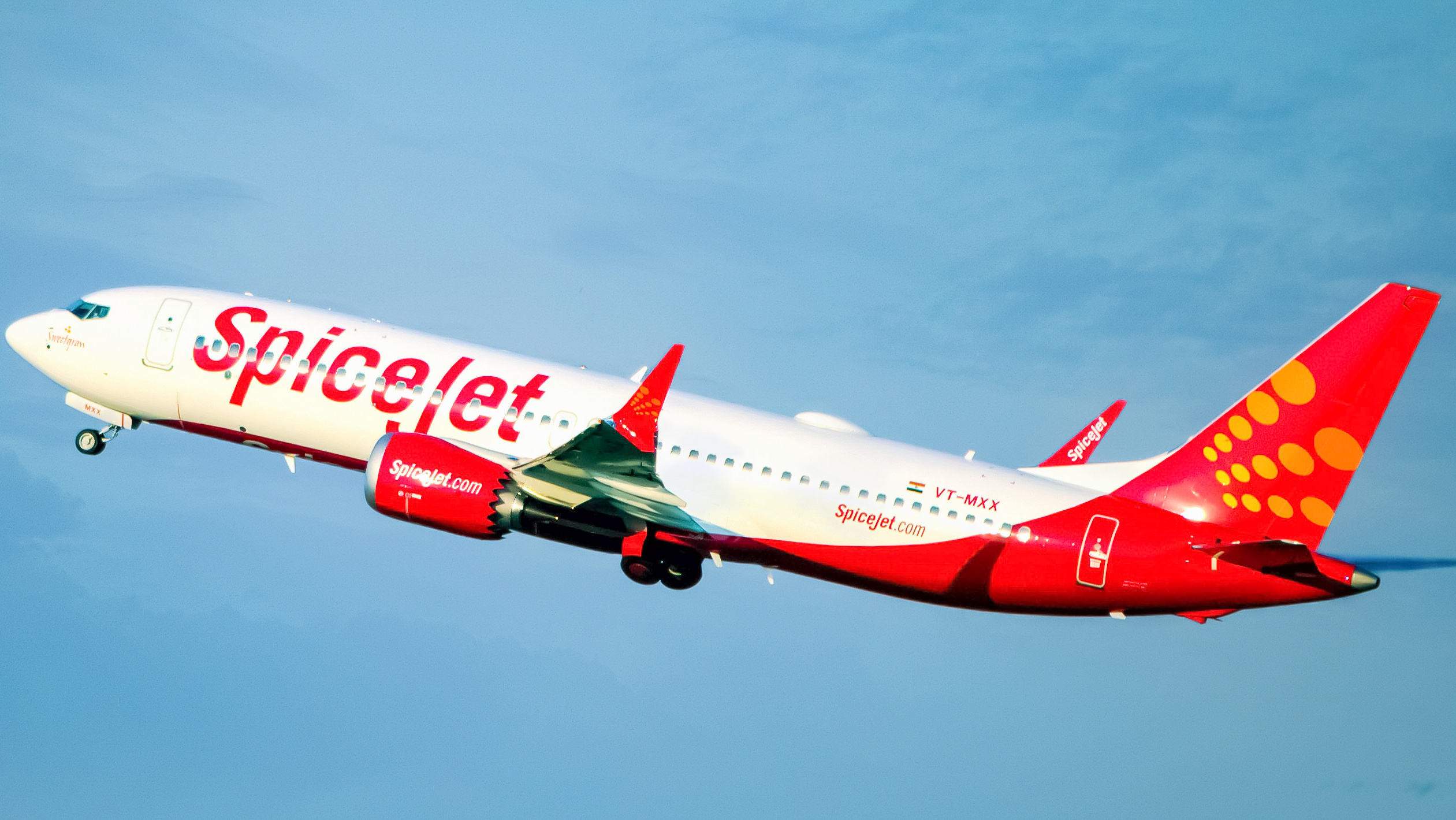
طائرة بوينغ 737 ماكس 8 تابعة للشركة
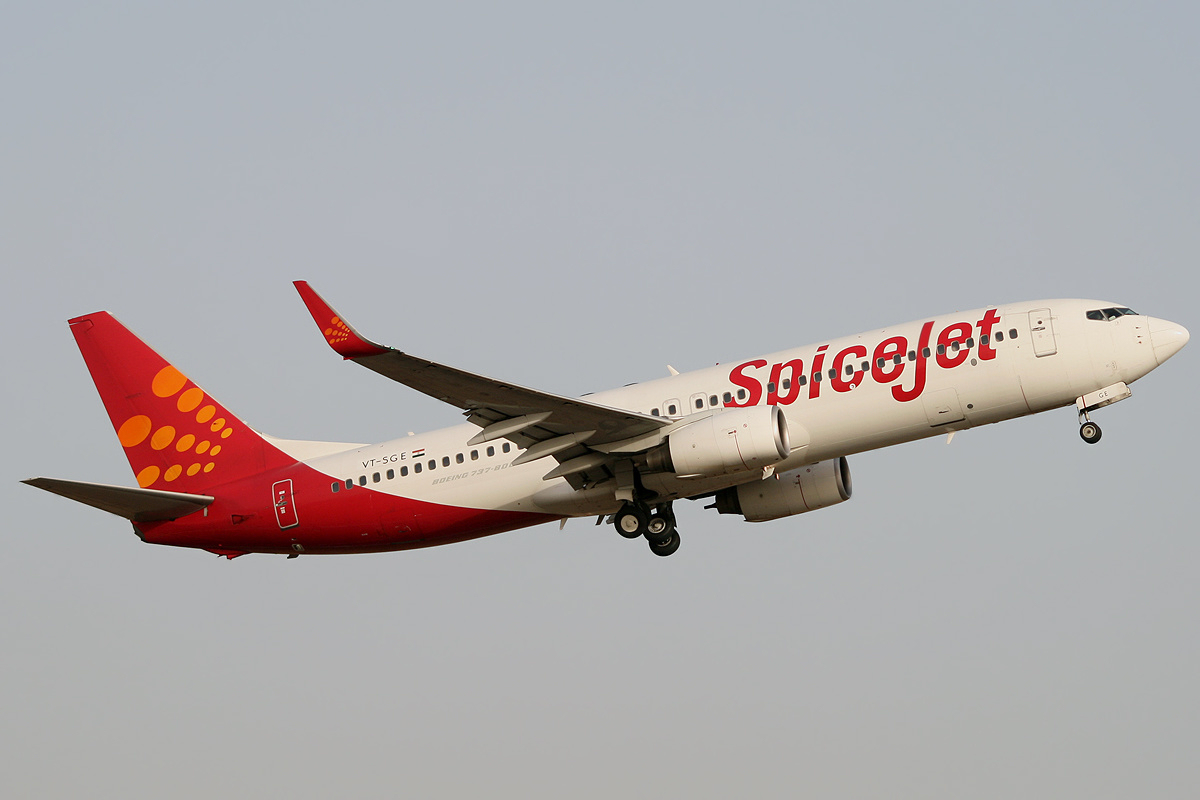
بوينغ 737-800 تابعة للشركة
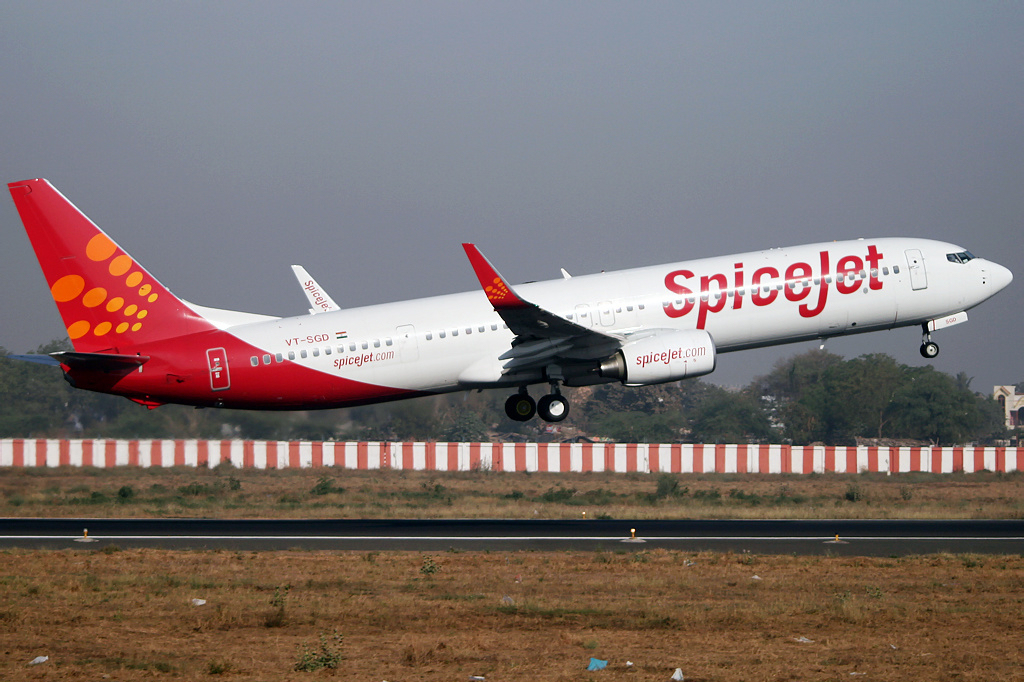
بوينغ 737-900 تابعة للشركة
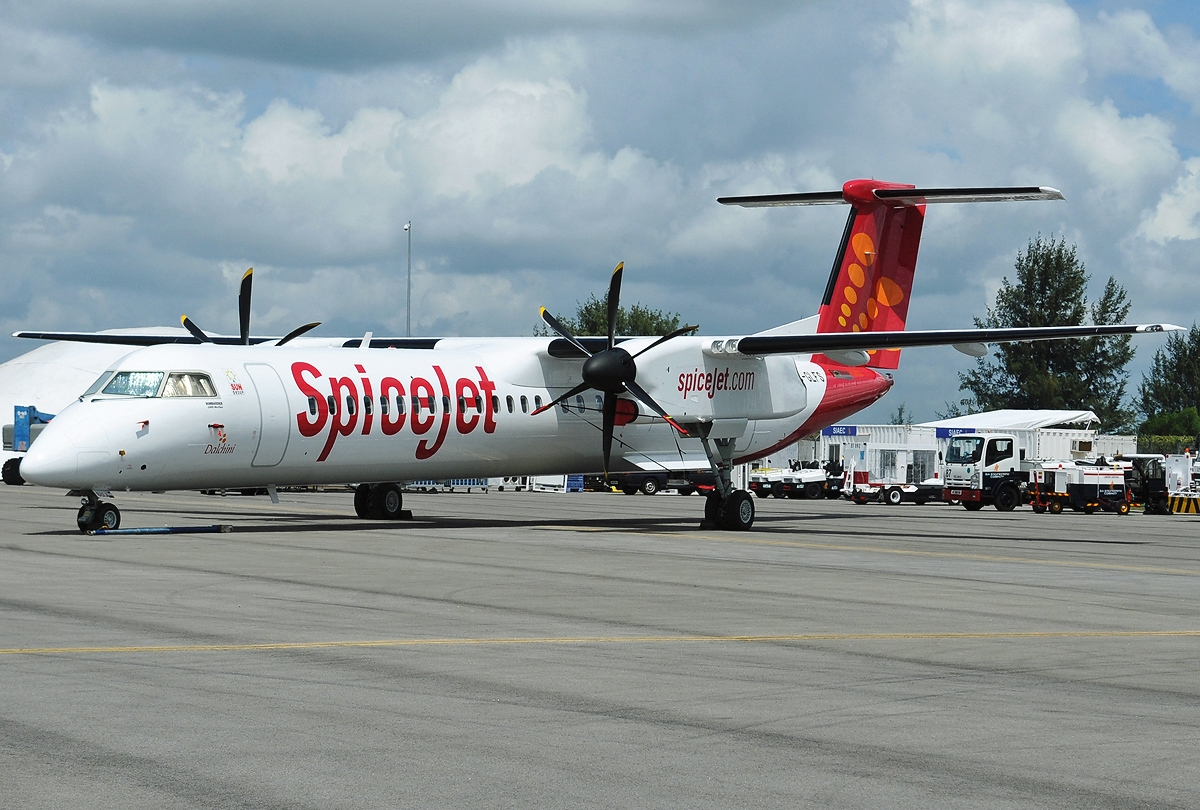
بومباردييه داش 8-400 تابعة للشركة
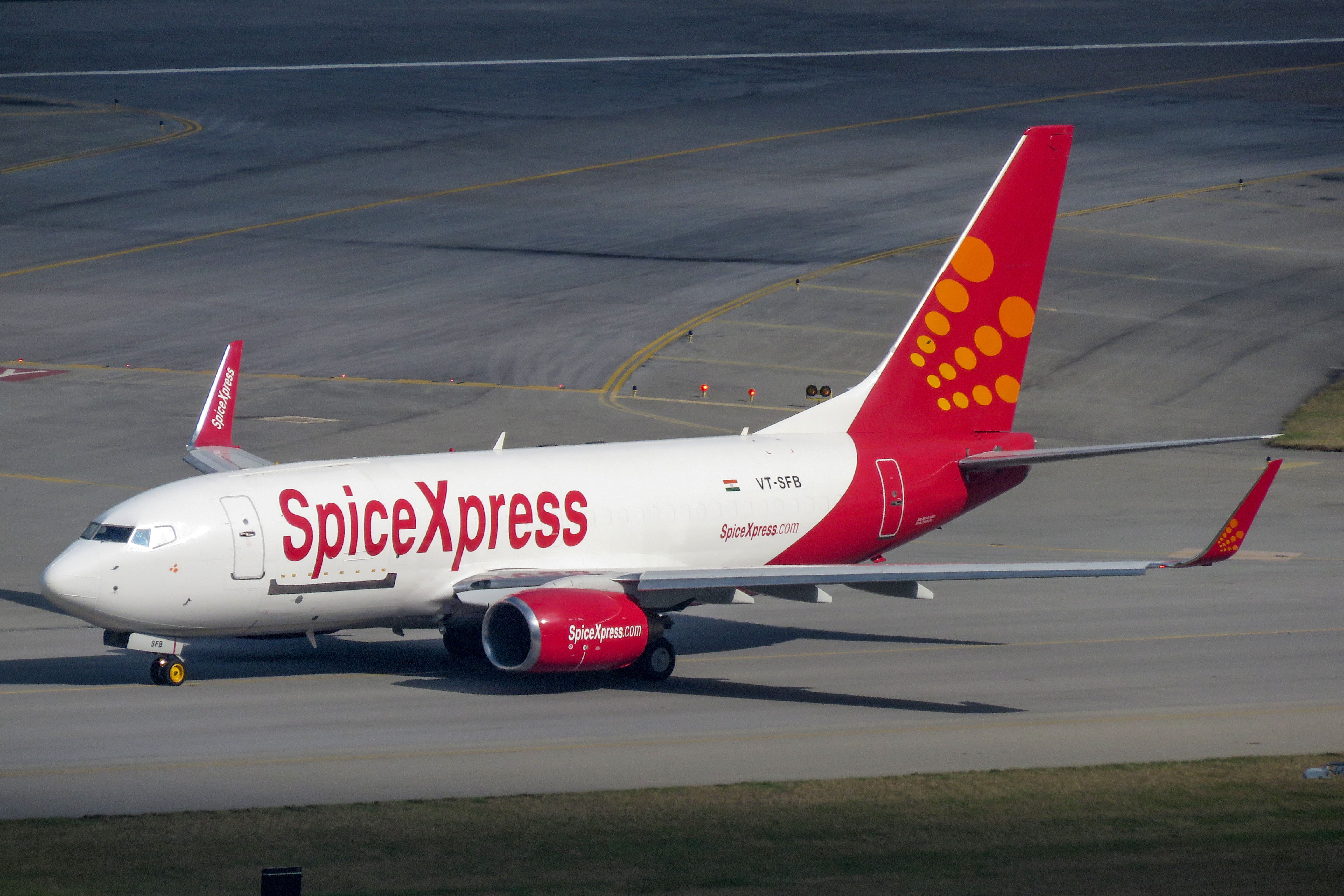
بوينغ 737-700 تابعة للشركة

### الأسطول التاريخي
شغلت سبايس جيت سابقًا الطاشرات التالية:
- إيرباص إيه 319[21] مستأجرة من BH Air
- إيرباص إيه 320[22] مستأجرة من BH Air
- إيرباص إيه 330 نيو[23] مستأجرة من هاي فلاي.[24]
- إيرباص إيه 340[25] مستأجرة من هاي فلاي

## الترفيه على متن الرحلة
المجموعة الإعلامية ماكسبوزر، هي شركة متكاملة لحلول وسائل الإعلام تنشر سبايس روت، وهي المجلة الرسمية داخل الرحلات.

## سبايس اكسبريس
سبايس اكسبريس هي قسم الشحن الجوي لشركة سبايس جيت. أطلقت شركة الشحن الجوي في سبتمبر 2018 وبدأت خدماتها على طريق دلهي - بنغالورو - دلهي بطائرة بوينج 737-700.
بدأت سبايس اكسبريس بتقديم خدماتها بين غواهاتي وهونغ كونغ في 19 يناير 2019 لتصبح أول شركة طيران تقوم بتشغيل خط شحن بين شمال شرق الهند وجنوب شرق آسيا. استلمت سبايس اكسبريس أول طائرة شحن من طراز بوينغ 737-800 في سبتمبر 2019، لتصبح أول شركة طيران من جنوب آسيا تقوم بإدخالها إلى أسطولها.

## وصلات خارجية
- الموقع الإلكتروني